# 達爾文站
達爾文站（英語：Darwin railway station）是澳洲北領地東臂的鐵路車站。此站距離阿德雷德帕克蘭總站約2,979 km（1,851 mi），距離達爾文市中心18 km（11 mi）路程。

## 歷史
2004年2月4日，此站啟用，首班汗號列車沿新興建的鐵路線由愛麗斯泉車站開出。

## 外部連結
维基共享资源上的相關多媒體資源：Darwin railway station